# Maihaugen
Maihaugen er et museum i Lillehammer. Det åbnede på Maihaugen den 2. juli 1904 under navnet De Sandvigske Samlinger, da Anders Sandvigs private samling blev købt af "Selskapet for Lillehammer bys vel". Anders Sandvig var en tandlæge, som fra 1887 var begyndt at samle gamle genstande fra bondekulturen, folkekunst og håndværkeres værktøjer, og efterhånden, i meget stor udstrækning, bygninger, hovedsagelig fra Gudbrandsdalen. Maihaugen var pionér blandt de nordiske museer, fordi samlingen hurtigt blev omfattende og detaljeret. Hele gårdstun og samlede komplekser blev flyttede til museet. I 2011 blev Maihaugen en afdeling i stiftelsen Lillehammer museum.

## Profil og indhold
Maihaugen består af et indendørsmuseum med flere afdelinger og friluftsmuseet, som måske er det mest kendte. Inde finder man både faste og skiftende udstillinger, for eksempel "Langsomt ble landet vårt eget", "De gamle verksteder" og "Folkekunst fra Gudbrandsdalen".
Friluftsmuseet består hovedsagelig af tre afdelinger:
- "Bygda" (bygden) viser hus og tun fra bygderne i Gudbrandsdalen, med hovedfokus på tidsperioden fra 1700 til 1850, men der findes også huse, som er daterede tilbage til 1400-tallet, som for eksempel "Dagsgardsloftet" og Garmo stavkirke, som er dateret til ca. 1200.
- "Byen" er en samling huse fra Lillehammer by mellem tidlig 1800-tal og frem til omkring 1920.
- "Boligfeltet" består af tidstypiske enkeltboliger fra næsten samtlige tiår i 1900-tallet. Nogle er typiske standardhuse, mens andre er tilskrevne arkitekter. Byggestil, eksteriør og interiør er tidsrigtigt for de enkelte huse, det samme gælder arealerne omkring dem: haver, gærder, beplantning, beliggenhed, farver er eksempler på vigtige faktorer, som er inddragne for at vise vigtige træk. Ved 1930-talshuset er der for eksempel placeret en klassisk rød telefonkiosk, som i sin tid blev tegnet af Arne Korsmo, og som i flere tiår efter var vigtig for den daglige kommunikation i det norske samfund.

I 2003 blev Postmuseet indlemmet i Maihaugen, og de forskellige postudstillinger består af både faste og skiftende emner. En posthistorisk udstilling findes i Postgården i "Byen", postvognen har fået sin naturlige plads i toget ved stationen, som også befinder sig i "Byen". Desuden findes der indendørsudstillinger som for eksempel "Norske frimærker".
Foruden Postmuseet var følgende institutioner underlagt Maihaugens administration:
- Aulestad i Gausdal, som var nobelprisvinneren Bjørnstjerne Bjørnsons digterhjem.
- Bjerkebæk i Lillehammer, som var nobelprisvinderen Sigrid Undsets digterhjem fra 1919
- Norges Olympiske Museum i Håkons Hall
- Norsk handverksutvikling (NHU), og arbejdet med beskyttelse og spredning af små håndværksfag er også lagt til Maihaugen

- Stavkirken fra Garmo i Gudbrandsdalen ligger smukt ved en af de mange damme og indsøer, som præger området.
- Årestue fra 1770-årene fra Tolstadskriden i Vågå, nu på Maihaugen, er et skorstensløst hus med åbent ildsted midt i rummet og lyre i taget til røgen.
- Meget er gjort for at genskabe det gamle bygdemiljø så autentisk som mulig.
- Maihaugen gør også et vigtigt arbejde for at bevare gamle husdyrracer.
- Købmandsgade på Maihaugen
- Vinterstuen på Maihaugen blev bygget i slutningen af 1600-tallet. Den blev flyttet og opført på ny af Rolv Kristensen Øygard i 1785.
- Senge var i gamle dage korte, fordi man sov siddende. Det skyldtes formentlig dels, at det var tradition, dels at den var overordnet behagelig. En anden teori går ud på, at siddestillingen skulle aflaste nyrerne, som var stærkt påvirket af den salte mad, man spiste.
- Interiør i 1990-talshuset fra "boligfeltet" på Maihaugen